# Pseudonicsara forceps
Pseudonicsara forceps är en insektsart som beskrevs av Sigfrid Ingrisch 2009. Pseudonicsara forceps ingår i släktet Pseudonicsara och familjen vårtbitare. Inga underarter finns listade i Catalogue of Life.